# El Mirón
El Mirón är en ort i Spanien.   Den ligger i provinsen Provincia de Ávila och regionen Kastilien och Leon, i den centrala delen av landet, 140 km väster om huvudstaden Madrid. El Mirón ligger 1 248 meter över havet och antalet invånare är 207.
Terrängen runt El Mirón är varierad. El Mirón ligger uppe på en höjd. Runt El Mirón är det glesbefolkat, med 12 invånare per kvadratkilometer. Närmaste större samhälle är La Horcajada, 11,9 km söder om El Mirón. Trakten runt El Mirón består i huvudsak av gräsmarker.